# یان اشلاودراف
یان اشلاودراف (آلمانی: Jan Schlaudraff؛ زادهٔ ۱۸ ژوئیهٔ ۱۹۸۳) بازیکن فوتبال اهل آلمان بود.
از باشگاه‌هایی که در آن بازی کرده‌است می‌توان به باشگاه فوتبال بایرن مونیخ، باشگاه فوتبال آلمانیا آخن، باشگاه ورزشی هانوفر ۹۶، باشگاه فوتبال بروسیا مونشن‌گلادباخ، و باشگاه فوتبال بایرن مونیخ ۲ اشاره کرد.
وی همچنین در تیم ملی فوتبال آلمان بازی کرده‌است.